# Abriesa derna
Abriesa derna là một loài bướm đêm trong họ Noctuidae.